# Лебедев, Андрей Владимирович (советский футболист)
Андрей Владимирович Лебедев (2 января 1963) — советский и российский футболист, защитник и полузащитник.

## Биография
Воспитанник московской футбольной школы молодёжи. В первые годы выступал во второй лиге за «Красную Пресню» и старшую команду ФШМ, также числился в составах рыбинского «Сатурна», московских «Локомотива» и «Динамо». В составе дубля «Динамо» сыграл три матча в первенстве дублёров.
В 1983 году дебютировал в составе московского «Локомотива» в первой лиге, за полтора сезона сыграл 40 матчей. В 1985 году вернулся в «Красную Пресню», где выступал три с половиной сезона и провёл 100 матчей. В ходе сезона 1988 года вместе с тренером Олегом Романцевым перешёл в «Спартак» (Орджоникидзе), за два неполных сезона сыграл 34 матча в первой лиге. В последних сезонах чемпионата СССР выступал в составах «Шинника», «Вулкана» из Петропавловска-Камчатского и нижегородского «Локомотива».
29 марта 1992 года дебютировал в высшей лиге России в составе нижегородского «Локомотива» в матче против «Кубани», заменив на 76-й минуте Владимира Казакова. 22 июля 1992 года забил с пенальти свой первый гол в высшей лиге в ворота «Крыльев Советов».
В 1993 году уехал в Швецию, где сыграл шесть матчей за «Браге», а затем полтора года выступал в одном из низших дивизионов за АИК (Аппельбо).
В октябре 1994 года вернулся в Нижний Новгород и выступал за местную команду до конца 1995 года. В общей сложности сыграл в высшей лиге России 46 матчей и забил три гола.
В конце карьеры выступал во втором дивизионе за казанский «Рубин», «Торпедо» (Арзамас) и московский МИФИ.
После окончания игровой карьеры работал детским тренером в академиях московских «Спартака» и «Локомотива».

## Достижения
В составе сборной Москвы победитель турнира «Переправа» (1982).